# Apopterygion alta
Apopterygion alta és una espècie de peix de la família dels tripterígids i de l'ordre dels perciformes que es troba al sud d'Austràlia: des del nord de Tasmània fins a Victòria. És un peix marí, de clima subtropical i demersal que viu entre 5-77 m de fondària. És inofensiu per als humans. Els mascles poden assolir 4,5 cm de longitud total.